# 5220 Vika
Az 5220 Vika (ideiglenes jelöléssel 1979 SA8) a Naprendszer kisbolygóövében található aszteroida. Nyikolaj Sztyepanovics Csernih fedezte fel 1979. szeptember 23-án.